# Joe Lando

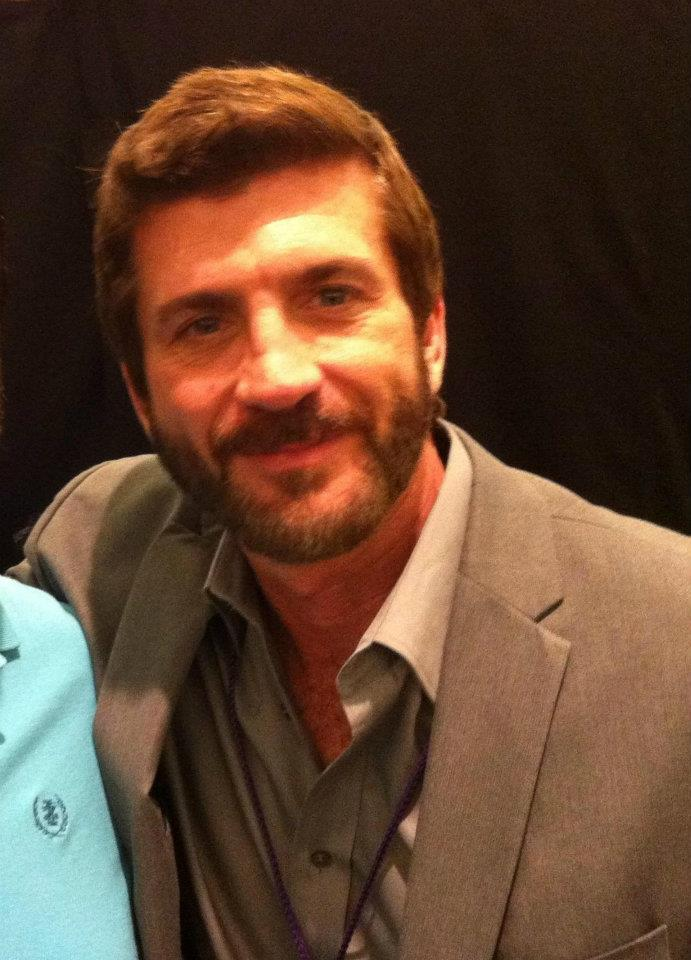
Joe Lando (2012)

Joseph John Lando född 9 december 1961 i Prairie View, Illinois, USA är mest känd från rollen som Byron Sully, Jane Seymours fästman i serien Doktor Quinn Medicine Woman. Joe Lando är gift och har 4 barn tillsammans med Kirsten Barlow, sedan 24 maj 1997. Lando har också medverkat i serien Summerland. Han har också medverkat i tv-serien Wildfire.